# Hans Molisch
Hans Molisch (Brno, 6 de diciembre de 1856-Viena, 8 de diciembre de 1937) fue un botánico checoaustríaco.
Fue profesor en la germana Universidad de Praga (1894-), en la Universidad de Viena (1909-1928), en la Universidad Imperial Tohoku (hoy Universidad de Tohoku, Japón; 1922-1925), y en universidades de India.
De 1931 a 1937, actuó como vicepresidente de la Academia Austríaca de Ciencias.
Hans Molish expandió la obra de Julius von Sachs desarrollando las imágenes en colodión de hojas intactas usando negativos fotográficos como máscaras sobre las hojas iluminadas.

## Obra literaria
- Die Pflanze in ihren Beziehungen zum Eisen, 1892
- Leuchtende Pflanzen, 1904
- Die Purpurbakterien, 1907
- Die Eisenbakterien, 1910
- Mikrochemie der Pflanzen, 1913
- Pflanzenphysiologie, 1920
- Pflanzenphysiologie in Japan, 1926
- Im Lande der aufgehende Sonne, 1927
- Die Lebensdauer der Pflanze 1930
- Als Naturforscher in Indien 1930
- Autobiographie 1934
- La abreviatura «Molisch» se emplea para indicar a Hans Molisch como autoridad en la descripción y clasificación científica de los vegetales.[1]